# Yuzhnoye Design Bureau
A Yuzhnoye Design Bureau, em ucraniano: Державне конструкторське бюро «Південне» ім. М. К. Янгеля,
em russo: Констру́кторское бюро́ «Ю́жное», localizada em Dnipro, na Ucrânia, é uma empresa de projetos de
satélites e foguetes, e também de ICBMs na época da antiga União Soviética.
Foi criado por Mikhail Yangel, e a sua designação original era OKB-586. A companhia está em colaboração estreita com a empresa
Yuzhmash, localizada na mesma cidade, ela é a principal fabricante dos modelos desenvolvidos pelo Yuzhnoye Design Bureau.